# Sauber C19
La Sauber C19 è una monoposto costruita dalla Sauber per partecipare al Campionato mondiale di Formula 1 2000.

## Progetto
Caratteristiche tecniche

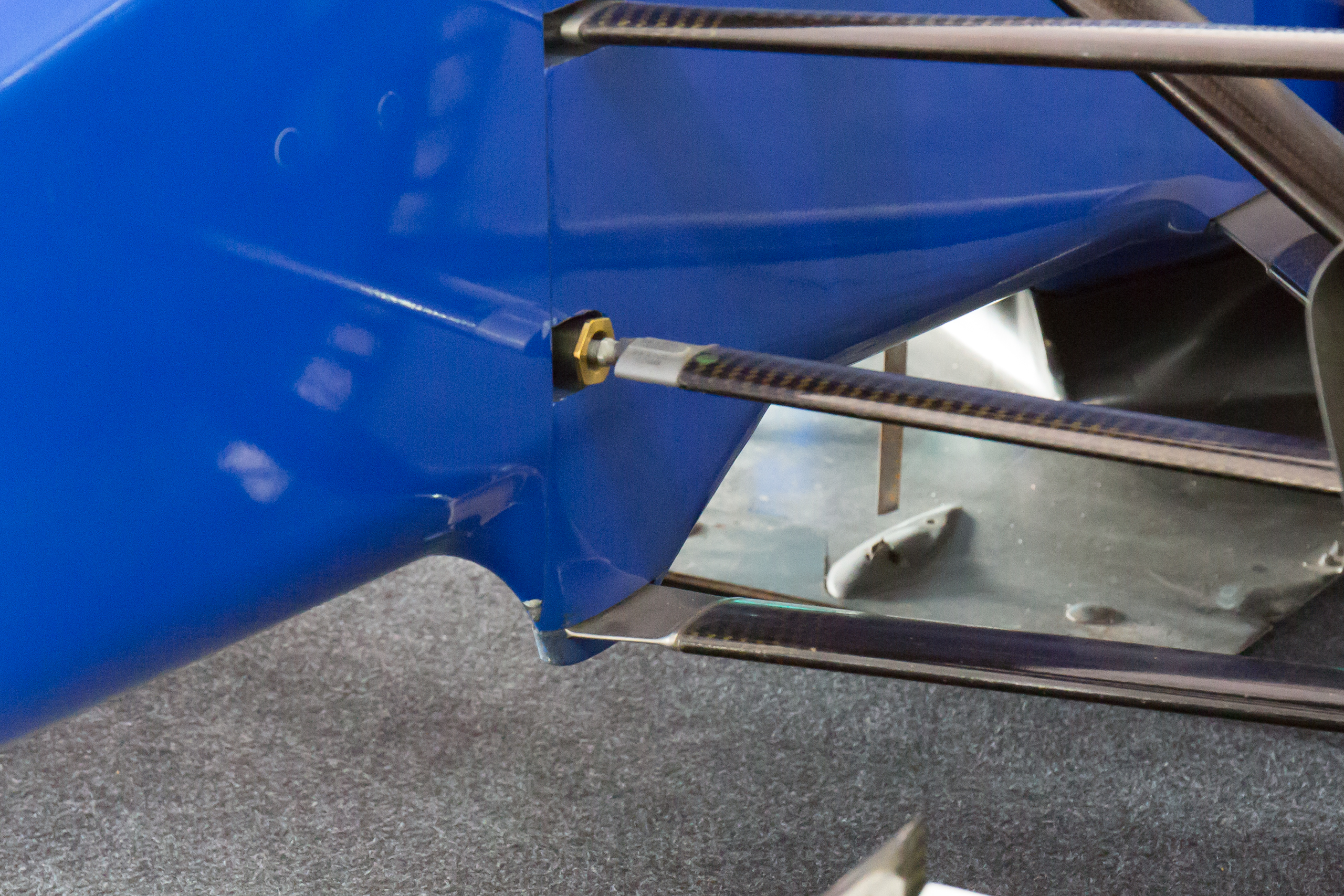
La sospensione anteriore sinistra della Sauber C19

Progettata dagli ingegneri Leo Ress (nelle vesti di direttore tecnico) e Sergio Rinland (Chief Designer del team), la vettura era una stretta evoluzione della Sauber C18, ma in alcune parti differenziava molto dalla sua antenata, infatti la nuova C19 aveva un muso anteriore più largo e piatto, ma corto. Sono state riviste le prese d'aria (ora più strette) e lairscope, e vennero anche installate due sporgenze vicino alle sospensioni anteriori che avevano il compito di migliorare lo scorrimento dei flussi d'aria. Vennero modificati anche la parte superiore del cofano motore, che fu arrotondata, e la parte posteriore.
Per la quarta stagione consecutiva, la vettura fu equipaggiata con il motore 3.0 V10 Ferrari, in questa occasione con la specifica Tipo 048, che disponeva di 805 CV a 16.500 giri/minuto e con cui la Scuderia Ferrari aveva equipaggiato la F399 nella stagione precedente . Tuttavia il motore fu rimarchiato con il nome di Petronas SPE-04A per motivi di sponsorizzazione, in quanto il marchio petrolifero malese forniva alla squadra svizzera il carburante e i lubrificanti. Le gomme invece sono state fornite dalla Bridgestone, fornitore unico di gomme per tutti i team di Formula 1 del campionato 2000.
Scelta dei piloti
Dopo una deludente stagione 1999, il pilota di punta Jean Alesi lascia la Sauber dopo appena due stagioni per accasarsi alla Prost Grand Prix. Al suo posto, il team elvetico ingaggia il finlandese Mika Salo, che in passato ha corso per Lotus, Tyrrell e Arrows ed è reduce da un'ottima stagione in Ferrari (che lo ha favorito in maniera indiretta nella candidatura a nuovo pilota Sauber) come sostituto dell'infortunato Michael Schumacher, contribuendo alla vittoria del team di Maranello del titolo Costruttori.
Per il secondo sedile è stato confermato il pilota brasiliano Pedro Paulo Diniz.

## Livrea

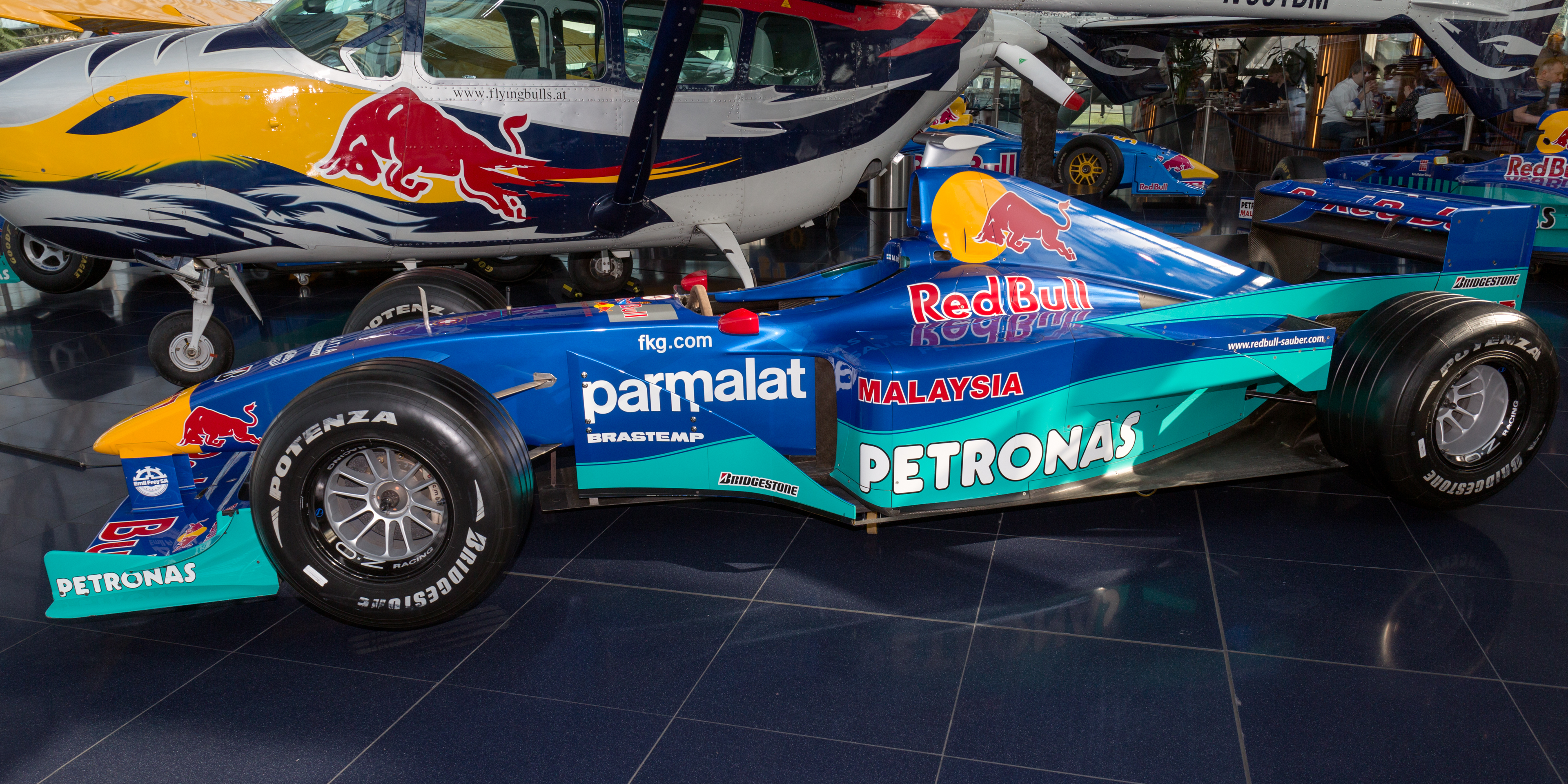
La Sauber C19 esposta all'Hangar-7 della Red Bull

La livrea della C19 rimase praticamente invariata rispetto a quella della C18: i colori dominanti della vettura erano il blu e il verde acqua (quest'ultimo dato principalmente dallo sponsor Petronas) presenti rispettivamente nella parte superiore e nella parte inferiore mentre invece sparisce il rosso dall'headrest, rimanendo solo sugli specchietti. I main sponsor erano la già citata Petronas (di cui il logo è presente in entrambe le pance laterali) e il marchio austriaco di energy drink Red Bull che ricopriva gli spazi ai lati dell'airscope, gli alettoni, la punta del musetto e la parte frontale all'altezza del pilota.
Altri sponsor secondari erano Parmalat (sponsor personale di Diniz), Bridgestone e Magneti Marelli.

## La stagione

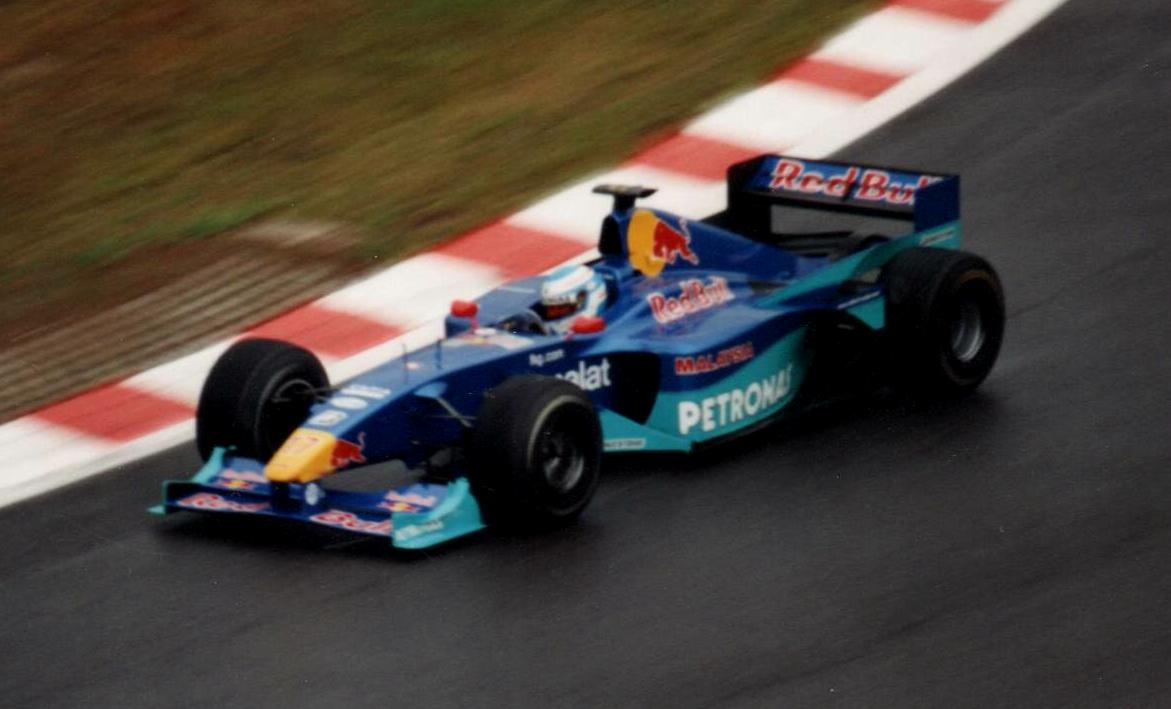
Mika Salo durante il GP del Belgio

L'inizio di campionato non fu molto felice per la Sauber: Mika Salo infatti giunse 6° in Australia, ma fu squalificato per un'irregolarità all'alettone anteriore; in Brasile poi, durante le prove libere, la monoposto di Diniz perse l'ala posteriore e il team, non avendo tempo di analizzare le cause, preferì non partecipare alla corsa, per precauzione.
Le cose iniziarono però a migliorare dalla gara dopo, a Imola, in cui Salo giunse 6° duellando a lungo con la BAR di Villeneuve; il prosieguo di stagione fu discretamente positivo: la C19 infatti, pur non essendo molto veloce in qualifica, si rivelò molto più affidabile della C18, riuscendo ad arrivare molto spesso al traguardo, anche se in tutto vennero conquistati solo altri cinque punti, tutti da Salo, che giunse 5° a Montecarlo e in Germania, e 6° in Austria.
Lo scarso rendimento del brasiliano Diniz (che non riuscì a conquistare un punto malgrado i miglioramenti), invece, condizionò il risultato finale della Sauber che chiuse nuovamente 8ª nel campionato costruttori con 6 punti complessivi, venendo superata di appena un punto dalla Arrows.
Alla fine della stagione, Salo lasciò il team per accasarsi alla neonata Toyota in fase di sviluppo mentre Diniz non fu confermato.

## Risultati
| Anno | Team                     | Motore                    | Gomme | Piloti |     |    |   |    |     |     |     |     |    |   |     |     |    |   |     |    |     | Punti | Pos. |
| ---- | ------------------------ | ------------------------- | ----- | ------ | --- | -- | - | -- | --- | --- | --- | --- | -- | - | --- | --- | -- | - | --- | -- | --- | ----- | ---- |
| 2000 | Red Bull Sauber Petronas | Petronas SPE 04A, 3.0 V10 | B     | Diniz  | Rit | NP | 8 | 11 | Rit | 7   | Rit | 10  | 11 | 9 | Rit | Rit | 11 | 8 | 8   | 11 | Rit | 6     | 8º   |
| 2000 | Red Bull Sauber Petronas | Petronas SPE 04A, 3.0 V10 | B     | Salo   | SQ  | NP | 6 | 8  | 7   | Rit | 5   | Rit | 10 | 6 | 5   | 10  | 9  | 7 | Rit | 10 | 8   | 6     | 8º   |

| Legenda | 1º posto     | 2º posto | 3º posto    | A punti         | Senza punti/Non class.  | Grassetto – Pole position Corsivo – Giro più veloce |
| Legenda | Squalificato | Ritirato | Non partito | Non qualificato | Solo prove/Terzo pilota | Grassetto – Pole position Corsivo – Giro più veloce |